# Фери Корстен
Фери Корстен (на нидерландски: Ferry Corsten е пионер в продуцирането на транс музиката.
Известен още като System F, той е холандски продуцент на електронна денс музика, също така е и DJ. Фери Корстен има свое седмично радио шоу наречено Corsten's Countdown. Той редовно участва в различни събития по целия свят с публика от над десетки хиляди. През 2009 г. Фери Корстен се класира на #7 в ежегодната класация TOP 100 DJ на DJ Magazine. Следващите години се намира съответно на #9, #18, #22 и #42 място.

## Биография
Фери Корстен е роден на 4 декември 1973 г. в Ротердам, Холандия. От издаването на първото му парче на 16-годишна възраст, той продуцира и миксира под много псевдоними, но официално започва да работи като музикант, когато навършва 17 години. Като тийнейджър спестява пари, като работи в автомивка и продава mix tapes на деца от квартала си. Със спестяванията си купува първия синтезатор.
Сред най-известните диджеи в света.

## Дискография
Фери има много албуми, ремикси и сингли.

### Албуми
- 1996 Looking Forward
- 2000 Early Works
- 2001 Out of the Blue
- 2002 The Very Best Of Ferry Corsten
- 2003 Right of Way
- 2004 Together
- 2005 Best Of System F част 2
- 2006 L.E.F.
- 2006 Best Of System F част 2

### Сингли
- 1994 Skip Da Dipp
- 1994 Underground
- 1995 Dancing Sparks
- 1995 Doodlebug
- 1995 Eyes In The Sky
- 1995 Never Felt
- 1995 Trezpazz
- 1996 Cyberia
- 1996 Docking
- 1996 Don't Be Afraid
- 1996 Galaxia
- 1996 Gimme Your Love
- 1996 Intentions
- 1996 Keep It Going
- 1996 Killer Beats
- 1996 Legend
- 1996 Locked On Target
- 1996 Lunalife
- 1996 Macarony
- 1996 Marsfire
- 1996 Midnight Moods
- 1996 Mindfuck
- 1996 Moony
- 1996 My Bass
- 1996 NightTime Experience
- 1996 Seed
- 1996 Supernatural
- 1996 The Rising Sun
- 1997 Another World
- 1997 Carpe Diem
- 1997 Click
- 1997 Cry For Your Love
- 1997 Dissimilation
- 1997 Dope
- 1997 Dreams Last For Long
- 1997 Dreamscape
- 1997 First Light
- 1997 Going Back
- 1997 Hide & Seek
- 1997 Hit 'M Hard
- 1997 I'm Losing Control
- 1997 Iquana
- 1997 Mind Over Matter
- 1997 Mozaiks
- 1997 Reach For The Sky
- 1997 Salamander
- 1997 Somewhere Out There
- 1997 Stardust
- 1997 The Lizard
- 1997 The World
- 1997 Transition
- 1998 Air
- 1998 Freak Waves
- 1998 Hit The Honeypot
- 1998 Mindsensations
- 1999 Don't Be Afraid
- 1999 Got2Get2Gether
- 1999 Out Of The Blue
- 2000 Air 2000
- 2000 Cry
- 2000 Dreams Last For Long
- 2000 Unplugged, Mixed & Motion
- 2001 Dance Valley Theme 2001
- 2001 Exhale
- 2001 My Dance
- 2001 Soul On Soul
- 2002 In The Beginning
- 2002 Moonlight
- 2002 Needle Juice
- 2002 Pocket Damage
- 2002 Punk
- 2002 Solstice
- 2002 Talk To Me
- 2003 Indigo
- 2003 Out of The Blue
- 2003 Rock Your Body Rock
- 2003 Spaceman
- 2004 Believe The Punk
- 2004 Everything Goes
- 2004 Ignition, Sequence, Start!
- 2004 It's Time
- 2004 Midsummer Rain
- 2004 Right Of Way
- 2004 Sweet Sorrow
- 2004 The Love I Lost
- 2005 Holding On
- 2005 Pegasus
- 2005 Reaching Your Soul
- 2005 Star Traveller
- 2005 Sublime
- 2005 The Midnight Sun
- 2006 Fire
- 2006 Junk
- 2006 Watch Out
- 2006 Whatever!
- 2007 Beautiful
- 2007 Forever
- 2007 The Race